# Kulturhuset Mazetti

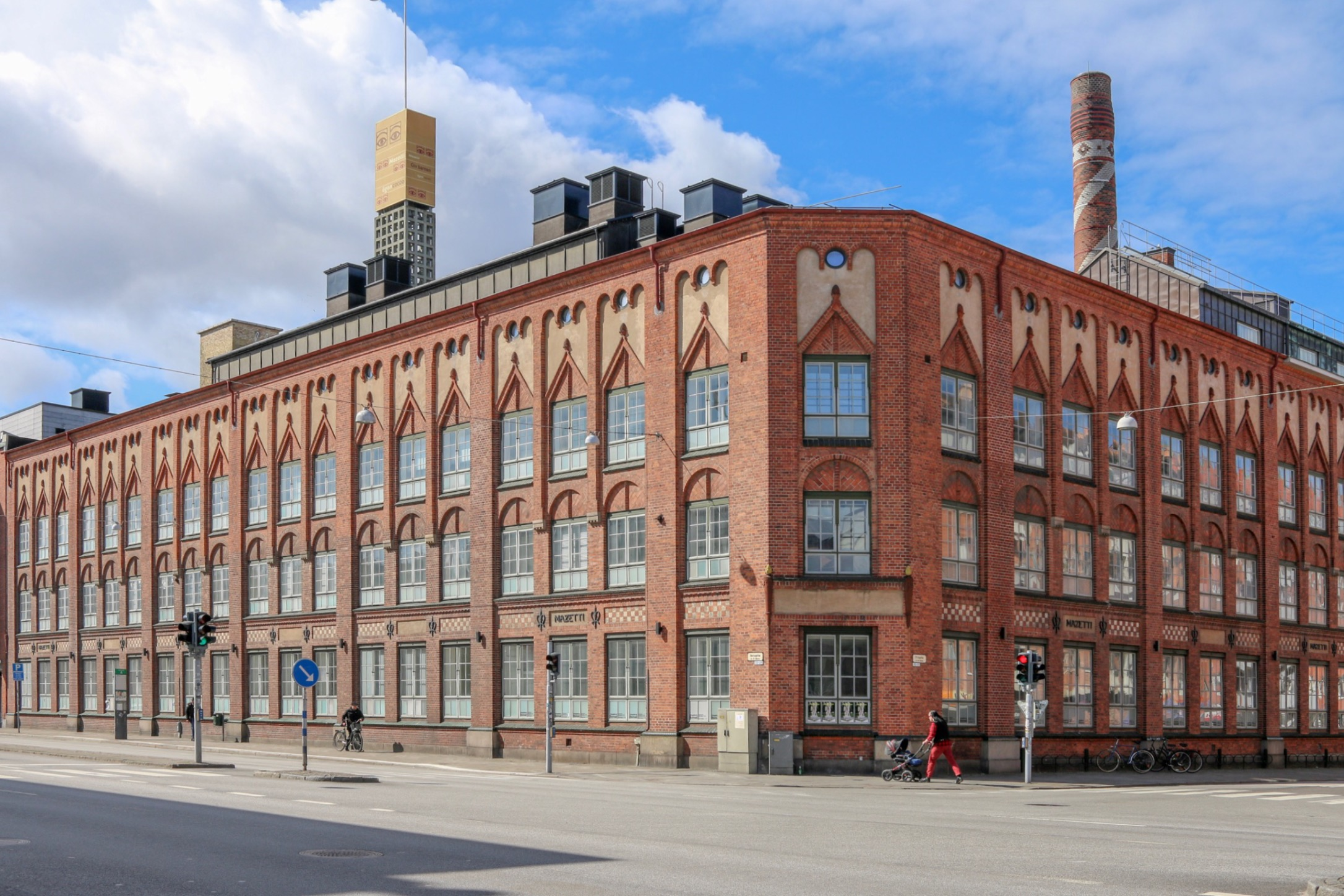
Mazettihuset

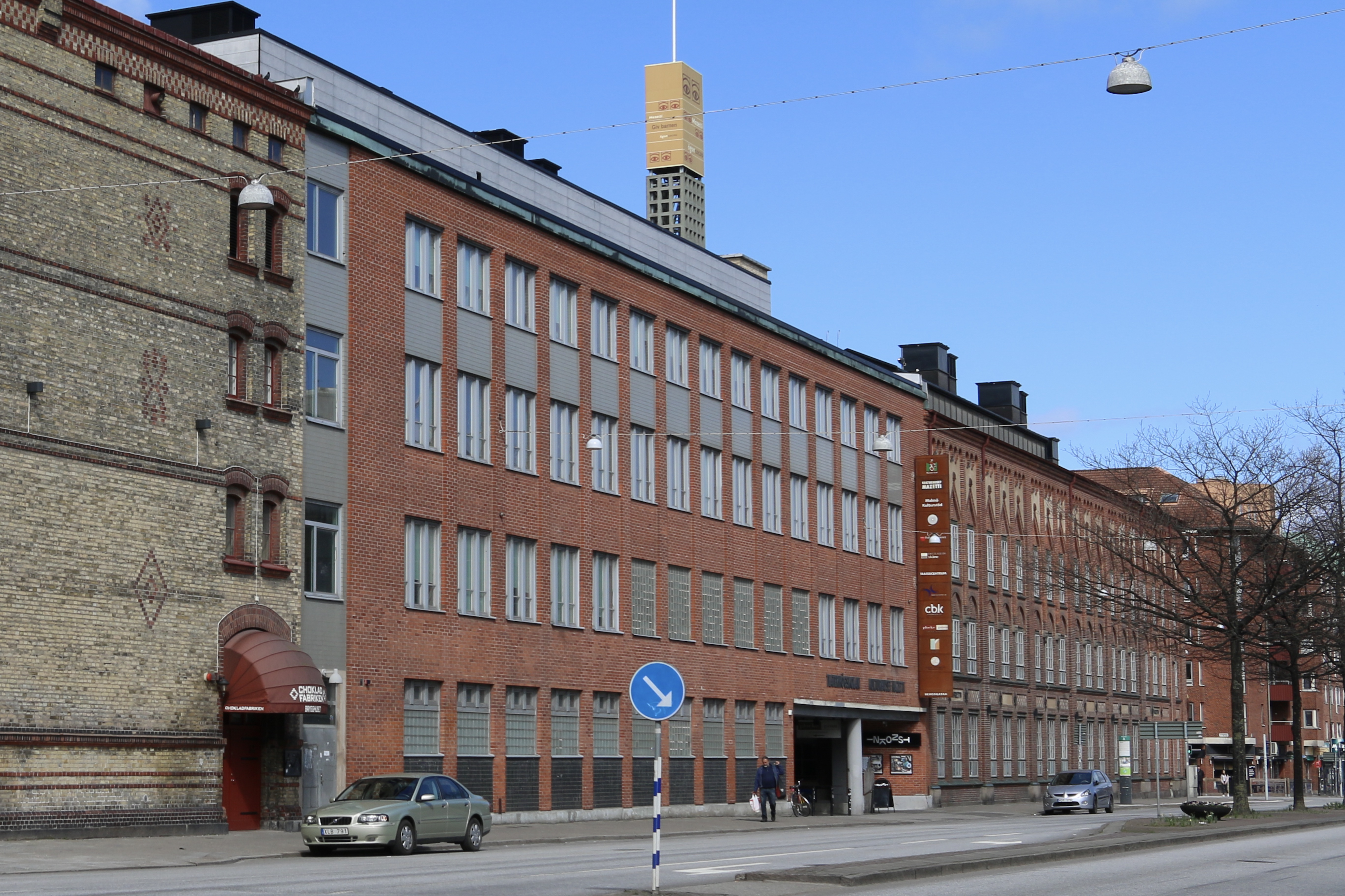
Teaterhögskolan i Malmö

Kulturhuset Mazetti ligger vid Bergsgatan i Malmö, i det som tidigare var Mazettis chokladfabrik, och rymmer olika kulturverksamheter under Malmö kommuns ledning.
2006–2023 var ett Seriecenter i samverkan med Seriefrämjandet inrymt i huset.

## Verksamheter

### Seriecenter
- C'est Bon Kultur
- Malmö Kulturskola
- Seriefrämjandet
- Seriestudion

### Övriga verksamheter
- Danscentrum Syd
- Einar Hansengymnasiet
- Fotogalleriet Format
- Folkuniversitetet
- Inkonst
- Inter Arts Center
- Kultur för barn och unga
- Lagret
- Malmö Kulturstöd
- Koreografkooperativet Rörelsen
- Sommarscen Malmö
- Riksteatern Skåne